# Borough of Maidstone
Borough of Maidstone är ett distrikt (motsvarande kommun) i grevskapet Kent i England, Storbritannien. Distriktet har 180 428 invånare (2022). Huvudort är Maidstone. Staden Maidstone saknar civil parish, i övrigt är distriktet indelat i 41 civil parishes.